# ムサシ (アニメポケットモンスター)
ムサシは、任天堂のゲームソフト『ポケットモンスター』シリーズを原作とするアニメ『ポケットモンスター』シリーズに登場する架空の人物。声優は林原めぐみ。

## プロフィール
- 出身地：不明
- 職業：ロケット団員、元ポケモンコーディネーター、元ポケモンパフォーマー(XY)
- 年齢：25歳[注 2]
- 登場時期[注 3]：OVAを除く全シリーズ
- 主な経歴
  - ひなまつりクイーンコンテスト:準優勝
  - 草ポケモントーナメント大会:反則負け（ニャースをキマワリに化けさせたため）
  - ポケモン相撲大会:反則負け（ソーナンスをミルタンクに化けさせたため）
  - ポケモン気球レース:反則負け
  - からくり屋敷大会:出場
  - ポプリ島ポケモンオリエンテーリング:出場
  - ポケモンなりきり大会:出場
  - ヨスガコレクション:出場
  - ポケモンピンポン・タツナミ大会:1回戦敗退
  - ホタチ島・ホタチキング決定戦:反則負け（コジロウと一緒にニャースをフタチマルに化けさせたため）
  - メレメレ島ポケモンパンケーキレース:失格（キテルグマに化けたニャースとソーナンスがゴール直前に現れたキテルグマ本人に妨害されて正体をばれてしまい、そのまま連れ去られて退場）
  - デンヂムシレース・コケコカップ：失格（コジロウと一緒にニャースがデンヂムシのメカを操縦した後、現れたキテルグマに連れ去られて退場）
  - ラナキラマウンテン・ポケゾリジャンプ大会：途中退場（ミミッキュが「ウッドハンマー」でムサシと共にジャンプしたが、現れたキテルグマに妨害されてそのまま連れ去られた為）
  - ポケピンポン大会：途中退場（イリマとの試合の途中、現れたキテルグマに連れ去られた為[注 4]）
- グランドフェスティバルでの戦績
  - シンオウ:ベスト4
- トライポカロンマスタークラス:準決勝敗退

## 各国の日本国外名
- 英語：Jessie
- フィンランド語：Jessie
- 韓国語：ロサ（ハングル：로사）

## 人物
ロケット団に所属する女性団員で、コジロウとニャースのパートナーであり、彼女ら三人組のリーダーである。
非常に気が強く、高飛車かつわがままな性格で「あんたの物はあたしの物、あたしの物はあたしの物」と度々言っている。ナルシストでプライドも高く、カスミに「おばさん」などと言われて激怒するシーンも多々あった。しかし時折、仲間を守ろうとする姉御肌的な一面を見せることもある。また後述する失恋の経験から、かつての苦い体験と同じ苦しみを味わいたくないという理由で、自らのドクケイルの恋を成就させるために心を鬼にし、モンスターボールからドクケイルを出した後にそのボールを破壊して自分の元を離れるように言い放っている。この話は、無印編でサトシのバタフリーが色違いのバタフリーに恋をして、サトシもバタフリーの意思を尊重した上で別れた「バイバイ、バタフリー。」と似たような話でもある。また、グランドフェスティバルでヒカリに負けた際も、彼女の頬を引っ張りながら「あたしに勝ったんだから絶対優勝しなさい」と言うなど、天邪鬼な励ましをする事もある。
膝まである長い赤色の髪を大切にしており、ピカチュウの「10まんボルト」で吹き飛ばされたり岩などにぶつかって髪が傷んだりすることが悩みの種である。無印編23話では髪がヒトカゲの炎で焼かれショックで卒倒したり、無印編98話ではストライクに髪を切られて激昂したり、無印編152話ではワニノコに食いちぎられて激怒し、AG編8話ではハブネークに食いちぎられたことでコジロウやニャースが震え上がるほどに怒り狂い、素手でボコボコにした挙句にゲットしたり、AG編143話ではサボネアが髪の毛に絡まり切断を余儀なくされ悲しんだことがある。
視力は良く、自称5.0であり、飛ばされながら島に漂流している船を目視で見つけだしている（AG19話）。
「通常の制服は自分の美意識に合わない」という理由から、他のロケット団員とは異なる腹部が開いた白い制服を勝手に着ている。BW編では隠密行動時は黒いロングコートと帽子、サングラスを着用する。またBW編初期のみ、黒い制服を着用していた。
コジロウがくさタイプのポケモンを多く持つのに対し、ムサシはどくタイプのポケモンを多く持つ傾向にあり、セキチクジム襲撃の際は「悪党にはどくポケモンがよく似合う」と発言している。また、どくタイプ以外にノーマルタイプのベロリンガ、エスパータイプのソーナンスとコロモリ、むしタイプのドクケイルとメガヤンマ、ゴーストタイプのプルリルとパンプジン、ミミッキュなど多くのタイプを持つ傾向がある。
また、カードや図鑑等でそれなりにポケモンの知識を持っているコジロウに対してムサシはあまり詳しくなく、ソーナンスのカウンターとミラーコートの使い分けを知らなかったり、マユルドをカラサリスと言い張ったりしている。性別等も言われてから初めて知るケースが多い。
多少扱いが荒い事もあるものの、サトシ同様に他のトレーナーや悪の秘密結社とは異なり、「使えない」「弱いから」という理由でポケモンを見捨てたり、逃がしたり、交換したりもせず（例外はベロリンガとソーナンス）、自分のポケモンには確かな愛着を持っている。サトシ同様にポケモンの進化、アーボックや前述のドクケイルとの別れの際もポケモンの意思を尊重し、自分のポケモンの事を将来の為に幸せになって欲しいというポケモン想いの面がある（コジロウも同様な考えを持っている）。ポケモン達との絆もサトシ同様、基本的には慕われている。
手持ち以外でも後述の看護学校時代の親友であるラッキー（後にハピナスに進化した）が実習で上手く包帯を巻けずにいた際に「焦らずゆっくり巻けば良い」と促したり、SM編14話では普段鬱陶しく思いながらも献身的に面倒を見てくれるキテルグマにマラサダドーナツを土産として持ち帰ってくるなどの一面を見せている。38話でもサトシのピカチュウを捕獲し、サトシとバトルになり、サトシのルガルガンのZ技は失敗したが、同じくバトルに加勢していたカキのバクガメスのZ技「ダイナミックフルフレイム」で飛ばされ、いつも連れ戻しにくるキテルグマが寝ており来ないでそのまま近くのショッピングモールに落ちた際に、ミミッキュの布が破けてしまう。その際にマラサダドーナツの紙袋に被せ、その後、新しい被り物を探すが、ミミッキュの本来の布の大切さを知ると、破れてしまった本来の布を縫い「ピカチュウの姿でいることが大事なこと」と話し、「もう、破いちゃダメよ」と話した。その際に縫った布がヤミカラスの群れに奪われた際も自ら身体を張って奪い返し、その姿を見て、普段は基本的にピカチュウ相手(下記の例外を除く)にしか言うことを聞かないミミッキュも心を開いてムサシの指示に従い、ヤミカラスの群れを一蹴した。PM2編19話でも、将来を嘱望されながらもスランプに陥いり、監督の怖さから撮影所から逃げだしたメタモンに対して、インチキのマジックショーを利用した特訓を受けさせ、うまく変身できるようにさせた。その後、再び行っていたマジックショーでサトシやゴウのラビフットに見破られ、更にメタモンを探していたマネージャーがメタモンに対し、「監督はあなたに期待している」と呼びかける。それを聞いたムサシはコジロウやニャースと共に「メタモンを誘拐した。返して欲しければ身代金を用意しろ」と敢えて悪役を買って出るという作戦にでる(あくまでこれは表向きであり、本来はサトシのジム戦でジムリーダーのポケモンに全く歯が立たなかったピカチュウや実力がありながらも他のリザードンに全く太刀打ち出来ず挫折したサトシのリザードン、DP編でシンジに虐待同然で見放され、逃がされ、サトシのポケモンになったものの、自信を無くしていたヒコザルでもあった過去作から続くロケット団なりの自信を無くしたポケモンを元気づける為とロケット団という悪の組織に所属しながらもトップ女優をいつも公言しているムサシなりの優しさとメタモンの将来を考えての事である)。そして身代金を持って来たサトシ達をわざと挑発し、ピカチュウに10まんボルトを浴びせる様に仕向け、定番のオチを受けた。その後ムサシは「将来ある女優か…頑張んなさいよ！メタモン！」とつぶやき、その後メタモンもムサシから受けたアドバイスや激励に応え、見事サーナイトに変身できるようになり撮影は大成功に終わった。その際、ムサシの顔を思い出し、感謝をする描写が見受けられる。このようにポケモンとの様々なエピソードがあるなど、普段はみせない優しい一面もある。
珍しいポケモンや強いポケモン、サトシのピカチュウをいつも狙って捕獲しているが、毎回返り討ちに合っている。しかし世界が破滅する事には否定的で、サカキが暴走しイッシュ地方を破滅しようとする際に止めたり、マグマ団・アクア団・ギンガ団、プラズマ団、フレア団等のボスが部下を見捨てたり、自分の事しか顧みず計画を実行したりする際にはサトシ同様に怒りの姿勢を見せている。
SM編では一時、ザオボーの部下となるが、当初から彼に対しては嫌悪感を覚えており、多額の報酬と引き換えにリーリエのウルトラビーストに関する過去の記憶を消すために連れてくるように命令された際、ザオボーのスリーパーのさいみんじゅつで記憶を消すことができると話された際には怒りを露にして彼と決裂、作戦中だったにもかかわらずコジロウやニャースと共に撤退した。
AG以降はポケモンコンテストに出場している（過去に参加したことがあるらしい）。AGでは1次予選は突破するものの、ハルカや他のコーディネーターに敗れることが多かった。DPではケンゴを破りリボンをゲットし、非公式な大会ではサトシのエイパムを借りてヒカリに勝ち優勝しており、それなりに実力はつけてきている。AGではほぼ毎回服装と名前を変えているが、DPでは毎回同じ服装と同じ名前（キャンディ・ムサリーナ）で出場している。
XYでは美を競うという意味でコンテストと似ているポケモンパフォーマンスに興味を見せ、ポケモンパフォーマーのムサヴィの名義でトライポカロンに出場する。
家は凄まじく貧乏で、少女時代におかしな料理ばかり食べていた。このことからどんなに不味い物でもおいしく食べるほどの味音痴であるが、本人に自覚はない。また、この過去のためか雪が大好きで、雪が降ると大はしゃぎする。
かつてはチャリンコ暴走族の一員として自転車で走りながらチェーンを振り回していたため、「チェーンのムサシ」と呼ばれていた。また、看護師を目指したものの普通の学校に入学できず、ラッキーと共に看護学校へ行っていたことや、ポケモンゼミを受験し落ちたという過去もある。少女時代にはアイドルのオーディションを受けており、同時期にトップコーディネーターを目指していたボーイフレンド（声 - 石井真）に一緒についてこないかと誘われた際はオーディションを選び彼と別れるも、オーディションには落選し、夢も恋も失うという経験をしたことがある。他にも(あくまで自称ではあるが)お天気お姉さんをしたことや少女忍者だったこともあるなど、過去には謎が多い。幼少時（前述の雪のエピソードの時点）は母親と暮らしていたようだが、その後は親戚の元を転々とした後ずっと1人で生きてきたらしく、訓練所時代にはコジロウに「ずっと1人で生きてきたため、人との付き合い方が分からない」と打ち明けている。
先述のとおり生い立ちには不明な点が多く、家族についても詳細はほとんど明らかにされていないが、ラジオドラマ『ミュウツーの誕生』に登場したミヤモト（声 - 冬馬由美）という人物がムサシの母親だという説がある。
訓練所時代は訓練生の中でもトップクラスの実力者だったが、「潜在能力は高いが、仲間とのチームワークに欠ける」として、コジロウとニャースに出会うまで問題児扱いされていた。コジロウとはポケモンゼミ不合格やチャリンコ暴走族所属などの接点があるが、このあたりの設定は曖昧。
首藤剛志による小説版では、「ロケット団としてポケモン泥棒をする以前は美術品泥棒をしており、盗品をお宝鑑定番組に出しては安く評価されバカにされていた」という設定がある。

### キャンディ・ムサリーナ
ムサシが変装をしてポケモンコーディネーターとして活動する際に使用する芸名、かつ偽名。一度だけコジロウがキャンディ・ムサリーナ名義で出場したこともある。
本人の奇抜な思いつきから、一次審査においては、トレーナーであるムサリーナ自身が体を張ってアピールを行うという独特のスタイルを確立。しかし芸風を見出した直後は、ポケモンの技で自身を吹っ飛ばすといった、ポケモンより自身が目立つという一発芸に近いものであり、陳腐さから回を重ねるごとに飽きられていった。しかし中盤以降、自身の一芸をポケモンのアピールを引き立たせるものへと変更した事で再度受け入れられ、個性的なアイディアをアピールのテーマとして活かす術をも確立、安定した成績を残せるようになる。この影響もあり、ヒカリやケンゴを倒し優勝したこともあった。
使用ポケモンについては、基本的にムサシ、コジロウの手持ちポケモンの中から選ばれる他、ニャースを使用する場合もある。モンスターボールからポケモンを出す時の台詞は「○○!ロケットスタート!」。

### ムサヴィ
DP編ではポケモンコーディネーターとして様々なコンテストに出場し、グランドフェスティバルにも出場しベスト4という成績で躍進したが、XYでもカロス地方で美を競うという意味でコンテストと似ているポケモンパフォーマンスに興味を見せ、ムサヴィの名義でポケモンパフォーマーとしてトライポカロンに出場する。しかし、その独特の美的センスには相変わらず誰もついてこられない様子で、初戦は惨敗している。しかし、グランドフェスティバル出場経験の実力は伊達ではなく、徐々に成績を伸ばし、セレナにもトライポカロンで勝利し、プリンセスキーをゲットするまでになった。その後、いつの間にか3つ集めてマスタークラスに出場。準決勝まで勝ち進んだ。DP編同様に、パンプジンとトライポカロンに出場したが、こちらもキャンディ・ムサリーナ同様に完璧になりきっているため、セレナに正体がばれることは一度もなく、フレア団との騒動の後の復興目的で行われたミアレシティでのパフォーマンスでも、 セレナやサナからも実力を認められており、途中乱入したにもかかわらず、参加する事を歓迎され、サナとセレナとのコラボも大成功を収めた。また、彼女にファンがいたことも明らかになる。

## 略歴
初期はエリート候補の団員であるため、他の一般団員を指揮したり、ボスであるサカキから直々に命令が下されることがあった。しかしサトシたちに出会ってからは失敗の連続であったためエリートから外され、運動神経の良さを除きその優秀さは見る影もなくなった。金銀編では1度コジロウやニャースと共に自分の知らないうちにロケット団を強制的に辞めさせられてしまうが、そのことを知った直後に再入団を果す。
AG以降はポケモンコンテストに変装して出場。ホウエン編では小細工や不正行為をして失格になることもあったが、BF編からは真面目に参加している。DPではAG以上に真面目に取り組む姿勢が見られ、独自のスタイルを確立し、徐々にコンテストの成績も安定して実力でコンテストリボンを勝ち取るまでに成長している。
DP171話までにリボンを5つゲットし、グランドフェスティバルに出場。独自の体を張った演技で1次審査を勝ち抜いた。その後の2次審査ではセミファイナルまで勝ち進んだが、ヒカリとの対戦に敗れベスト4となった。なお、バトルフロンティア編で最後に出場したコンテストではサトシたちに正体がばれたが、DPではキャンディ・ムサリーナに完璧になりきっているため、正体がばれることは一度もなかった。グランドフェスティバル終了後はキャンディ・ムサリーナの衣装を脱ぎ棄てており、本業に専念するようになった。
BWではサカキからの密命を受け、コジロウ・ニャースと共にイッシュ地方へ派遣される。その際、それまでゲットしたポケモンはイッシュ地方には生息しない関係で目立つ為、基地に預けられ、ムサシは預けたポケモンを戻すよう提案するも却下された。これまでのようなコミカルな面がなくなったり、サトシたちに吹き飛ばされる前に逃げるなど悪役らしさが増した。23話ではDP編以前の白い制服に戻ったが、戦闘能力や計画性の高さ等はBW開始当初と同様で、基本的にクールなキャラとなっている。イッシュ制圧計画「オペレーションテンペスト」が失敗した後はサカキたちと共にカントーへ一時撤収した。『エピソードN』にて、コジロウ、ニャースと共にイッシュ地方に再び降り立つ。『XY』でサトシより先にカロス地方に旅立った。DP以前のように、サトシたちに吹き飛ばされるようなコミカルなシーンが復活している。
XYでも女優を目指しており、カロス地方のチャンピオンで大女優のカルネなんかよりも私が真の大女優、と称する等、相変わらず目立ちたがり屋と女優としての美を追求している。美を競うという意味でポケモンコンテストと似ているとして、ポケモンパフォーマンスに興味を持ち、前述の通り、ムサヴィ名義でポケモンパフォーマーになり、トライポカロンに出場し、マスタークラスでは準決勝まで駒を進める成績を残す。なお、DP編のキャンディ・ムサリーナのようにこちらもムサヴィに完璧になりきっているため、サトシ達やセレナに正体がばれることは一度もなかった。
SMではサカキの命令のもと、アローラ地方に降り立つ。第73話でクチナシから紫色のZパワーリングを授けられたと同時にアセロラのミミッキュ（ミミたん）からミミッキュ専用Zクリスタル「ミミッキュZ」を授けられた。128話でククイ博士が開催する、アローラリーグに「ムサジーナ」名義で参加。予選では戦わずに生き残ろうとしたものの、ミミッキュがそれを無視してピカチュウに攻撃したためついていけずにいたが、カキが最後の一人を倒したことで予選が終了した（それでもミミッキュはピカチュウに攻撃しようとしたが、その前にムサシがボールに戻したため事なきを得た）。そして、トーナメント戦でコジロウと対戦することになる。優勝するためにコジロウにわざと自分が勝たせるようにさせようとしたが、コジロウが本気を出したことにより敗退。最終話でサカキから本部帰還命令を命じられ、ミミッキュを残しカントーへ帰還する。
PM2では第3話から登場。ポケモンワールドチャンピオンシップスではスマホロトムを用いて中継をしていたが、サトシの試合は中継なしでサトシを応援した。また、カルネがパンプジンを繰り出した際には自身のパンプジンを思い出したのか、大興奮していた。サトシが優勝した際にはピカチュウが対戦相手・ダンデのリザードンを倒したことで、長い間追ってきたピカチュウが世界一強いポケモンであると確信し、サカキに報告していた。
MPM第9話現在の手持ちはソーナンス、ハブネーク、メガヤンマ、コロモリ、プルリル、パンプジン。その他、PM2ではコジロウと同様ロケット・ガチャットから出たポケモンを使用している。

## ムサシのポケモン

### ソーナンス
ソーナンス
- 声 - うえだゆうじ
- 性別 - ♂
- 登場時期：JT・AG・DP・DA・XY・SM・PM2・OA・MV

147話から登場。勝手にモンスターボールから出てきて、「ソーナンス!」と相づちを打ったあとすぐモンスターボールに戻されることが多い。
初登場から長く登場していることやAG6話でアーボックが手持ちから外れたことから、ムサシのポケモンの代表的存在かつロケット団のニャースに次ぐ代表ポケモンとなっていった。
後述の通り、ベロリンガとの予期せぬ交換によりムサシのポケモンとなったが、ムサシ自身はベロリンガとソーナンスが交換されたことに全く気づいておらず、初めてモンスターボールからソーナンスを出した時は驚いていた。
ロケット団の口上の後に「ソーナンス!」という台詞を言うことで存在感を示すのが主な仕事。濡れ衣を着せられても「ソーナンス!」しか言えないため、冤罪で咎められることもあった他、167話ではサトシがロケット団の行動を「卑怯」と咎めた際に敵であるにもかかわらず「ソーナンス!」と言い、周囲が呆れてこけるギャグシーンもあった。また金銀編からAG編にかけて一人でどこからか勝手に果物などを取ってきて食べていることもあった。長年にわたってニャースと並ぶロケット団のレギュラーキャラとして登場していたが、BWではカントー地方にあるロケット団の本部に保管されレギュラーから外れる。DA最終話で勝手にモンスターボールから出ていたことから再びムサシ達に同行し、勝手に出てきて「ソーナンス!」と相づちを打つ性格も相変わらずである。
当初、ムサシやコジロウたちからは疎ましく思われることも多かったが、ムサシの手持ちポケモンでは最も長い付き合いであり、ムサシに確かな信頼を寄せている。XY63話では森の診療所のホワイトのメスのソーナンスと仲良くなり、それを憂慮したムサシは別れようとしたが、ポケモンハンターのドサイドンから彼女を守るべく、別れを告げてムサシの元に戻った。その際にムサシは「バカよ、大バカ」と涙ながら言った。また、進化前のソーナノにも優しくしており、面倒見はいい方である。
普段はあまり戦闘に参加しないが、盾役としてのバトルの実力はあり、相手に大ダメージを与えることもある。ソーナンスに限った話ではないが、アニメの「カウンター」と「ミラーコート」は、ゲームと異なり相手の技を見てからどちらを出すか判断できる上、受けたダメージを倍返しにするのではなく技自体を反射するため、ソーナンス自身はほとんどダメージを受けない（最近では映画『光輪の超魔神 フーパ』において超フーパがお出まししたギラティナが放ったシャドーボールをミラーコートで跳ね返す活躍を見せたが、ギラティナはそれを間一髪でかわしている）。ただし、相手の技の威力が強力すぎる場合は反射しきれずダメージを受けるほか、ポケモン自身の能力であるケロマツのケロムース、マーイーカの墨など攻撃技ではないものは跳ね返すことができない。また、「カウンター」および「ミラーコート」は技が発動するまでにわずかにタイムラグが発生しており、その間は完全な無防備状態になってしまうという弱点がある。その為、AG6話で登場したポケモンハンター・リョウのバンギラスの「はかいこうせん」に対しては、跳ね返す前に「はかいこうせん」の直撃を喰らって一撃で倒されてしまったこともあった。SM113話でもフェローチェのキックを跳ね返そうとしたが、フェローチェのスピードとパワーに敵わず、逆に返され敗れてしまう。
なお、ムサシが「ミラーコート」の存在を知らず、バトルでは常に「カウンター」としか指示しないため、自分で考えて「カウンター」と「ミラーコート」を使い分けるなど、賢い一面も見せている。AG編後期以降、ムサシは指示を出す時に技名すら言わず、「ソーナンス、よろしく!」などと言うだけで技を出すことが多くなった。
XYではムサシの知らない間にサカキによって鍛えられたらしく、以前よりかなりパワーアップしており、これまでは跳ね返すことがほとんどできなかったピカチュウの「10まんボルト」をミラーコートで跳ね返せるようになり、さらに相手の技を正確にかわすなど動きも俊敏になっている。ムサシがバケッチャをゲットするXY11話までは頻繁に戦闘に駆り出されていた。
自ら攻撃できないのが難点なため、ポケモンコンテストとは相性が悪く、AG144話とDP77話で使用されるもいずれも敗退している。しかしトライポカロンではニャースやパンプジンの技をカウンターやミラーコートの技を生かして活躍することが多く、XY&Z8話でムサシに初優勝をもたらした。
194話「ソーナンス!そうなんす?」ではなんだかんだでムサシの事が好きだったり、器用な一面も見せた。AG146話「エスパーVSゴースト!真夜中の決闘!?」では、好きになったキルリアや彼女の仲間のエスパーポケモンたちを閉じ込めていた檻を自ら悪あがきで破壊し、結果的にムサシたちを裏切る形になりながらも助けに行くなど純情な面も見せた。
エンディングのクレジットの位置はDPまでは準レギュラーの位置だったが、DA最終話以降はニャースの下となっている。ただし、XY14話以降はDPまでと同様に登場しない回もある。SM編ではパンプジンとは違いロケット団の本部に保管されず、そのままムサシの手持ちにおり、XY以前のシリーズよりもモンスターボールから出ていることが多くなっておりムサシ・コジロウ・ニャースと共に登場することがある。SM編時点での55話と68話の本編を除いたロケット団登場回には全話登場している。しばらくバトルのシーンはないが、アローラリーグでは久々にバトルに登場。当初は順調にバトルをしていたが、コジロウのヒドイデが本気になったために敗れ去った。
PM2でも引き続きムサシの手持ちに入っているが、ムサシは「ロケット・ガチャット」から出したポケモンを使用するようになったため、再びバトル数が減った。またPM2の90話では時空間の歪みが原因でソーナノに退化した。
「めざせポケモンマスター」の第9話終盤でムサシ達三人が喧嘩別れをして以降、一人ムサシ達を心配していたが、ピカチュウを諦めきれない三人がトキワの森で再会し、仲直りをすると嬉し涙を見せた。ピカチュウの「10まんボルト」で吹っ飛ばされた際、ムサシ・コジロウ・ニャースの三人に置いて行かれそうになると、パンプジン・マスキッパと手を繋ぎ、後を追うように飛んでいきながら退場した。
劇場版においては、同時上映作品ではニャースとコンビで登場することが多いが、本編では登場するたび即座に無言でボールに戻されるのが常となっており、顔見せ程度の出番しかないことがほとんどである。
使用技は「カウンター」、「ミラーコート」。AG146話のみ「わるあがき」を使用。

### 無印編から登場したポケモン

#### アーボック
アーボ→アーボック
- 声 - 坂口候一
- 性別 - ♂
- 登場時期：PM・HT・SS

2話から登場。AG6話までのムサシのポケモンの代表的存在。サカキからお中元で貰ったポケモン。
17話ではムサシとはぐれた際、ニャースたちにポケモントレーナーに対する独特の価値観を語っていた。同話のヤドンの屋台のシーンでは普段の劇中での扱いから、泣きながらムサシ（というより人間）への不満をぶちまけていたが、ニャースに攻撃を指示されても、「ご主人（ムサシ）じゃないから」と無視したり、ムサシとはぐれた際は探し回り、再会時に喜ぶ様子から彼女の事を慕っていることが分かる。その際の通訳によると一人称は「おれ」。
一方のムサシも、263話で、ロケット団手持ちメンバーの誰かを交換の対象に選ばねばという状況で、彼女の口から「アーボックはアーボの時からコンビ組んでるから絶対ダメ!!」と強く言われているように、確かな愛情、信頼を抱かれている。
31話でコジロウのドガースがマタドガスになると同時に進化した。アーボックになってからはそのキャラクターデザインから、より表情が豊かになった。また進化前は泳げなかったが、進化後は水中戦をこなせるようになった。
マタドガス同様やられ役のイメージが強いが、バトルに関しては実際には十分な実力を持っており、時にはサトシたちを苦戦させることもある。マタドガスとはドガースの頃からコンビを組んでいたので仲は良い。
また単なる悪役とは違った、情のある憎めない一面を見せることも多く、悪事をすることに関してもあくまで主人が悪党であるからでポケモンそのものは悪くないと主張している。
初期から長い間レギュラーを務めていたが、AG6話においてポケモンハンターのリョウ（声 - 中村大樹）の手から野生のアーボとドガースの群れと自身やマタドガスの身を守る為、涙を呑んでムサシと別れることになった。
「めざせポケモンマスター」の第9話では回想のみ登場。
使用した技は「どくばり」、「まきつく」、「あなをほる」、「かみつく」、「ようかいえき」、「へびにらみ」、「ずつき」、「たいあたり」、「どくどく」、「すてみタックル」。

#### ベロリンガ
ベロリンガ
- 声 - 西村ちなみ
- 登場時期：PM

52話から登場。いつもお腹を空かせており、外見とは裏腹に気が弱く臆病な性格。
ムサシがオヒナタウンに立ち寄った際、サカキへのプレゼントとして買い込んだ食べ物を全て食べてしまい、更にムサシの買った服を食べて吐き出したことで激怒したムサシによって捕獲された。
持ち前の長い舌で相手を舐め回して痺れさせる「したでなめる」攻撃が得意であり、捕獲時にはアーボックを麻痺させている。
初登場回(52話)でのひな祭りコンテストのカスミとの決勝戦にてムサシの切り札として登場。カスミが大会のために借りた、サトシのピカチュウとフシギダネ、タケシのロコンを舌で舐めることで痺れさせ戦闘不能にするという活躍を見せる。しかしいくら舐めても通じなかったカスミのコダックの「ねんりき」によって敗れる。
また、長い舌での攻撃は意外な素早さを持っており、相手が攻撃を行う前に相手に舌を張り付けたり、舌を封じようとフシギダネが「つるのムチ」を出してきた時は逆にツルに舌を巻き付けて封じてみせている。
前述の通りお腹を空かせている事が多く、ムサシの命令を無視してコジロウのウツボットと共に木の樹液を夢中で舐め獲ったり(120話)、カモネギから奪ったネギをそのまま食べようとする(146話)など、食い意地も張っている。
OS編になってから出番が増え、ニドキングを舌で麻痺させる（89話）、レディバを「ちょうおんぱ」で混乱させる（129話）、カモネギのネギを舌で奪い、カモネギ自身も舌で巻き付けて捕まえる（146話）など、ムサシのポケモンの中では登場した回で活躍する機会が多かった。
52話のラストと147話ではムサシの顔を愛情表現に近い形で舐めたことがある。
147話で、コイキング売りのオヤジを捕まえようとして追いかけた際、ぶつかったはずみでポケットからモンスターボールが飛び出て交換マシーンにセットされてしまい、テル（声 - 亀井芳子）のソーナンスと強制的に交換されムサシの手元から離れ、テルのポケモンとなり自動的にロケット団からも離脱した。
「めざせポケモンマスター」の第9話では回想のみ登場。
使用していた技は「したでなめる」、「たいあたり」、「まきつく」、「ちょうおんぱ」、「ふみつけ」、「たたきつける」。

#### シェルダー
シェルダー
- 登場時期：KT

68話に登場。期間限定のムサシのポケモン。リゾート地・ビンヌにあるサカキの別荘周辺の海岸で食糧確保のために潮干狩りを行っていたところで遭遇し、舌を出しっぱなしにしている容姿が癪に障ったニャースの命令を受けてゲットされる。その後、サカキから提供された情報を介してポケモン学の権威と謳われているニシノモリ教授（声 - 龍田直樹）の研究所を襲撃した際、教授がヤドンを所持していることからヤドンをヤドランに進化させてからゲットする作戦を思いつき、ヤドンの尻尾に噛みつかせるために利用される。最終的にはヤドランに進化させることに成功したものの、ヤドランの返り討ちに遭い捕獲には失敗してそのまま手放してしまう。
ちなみに捕獲時にバトルしたのはムサシではなくコジロウであり、マタドガスとのバトルで弱ったところを横取りする形でゲットされた。
使用していた技は「からではさむ」、「れいとうビーム」。

### アドバンスジェネレーションから登場したポケモン

#### ハブネーク
ハブネーク
- 声 - 佐藤智恵
- 登場時期：AG・DP・MPM・OA

AG8話から登場。ムサシのホウエン地方での最初のポケモンである。トウカの森にてムサシの髪の毛を誤って噛みちぎってしまい、激怒したムサシに素手で倒されゲット。以後、アーボックに代わるムサシの主力となる。
攻撃では「ポイズンテール」を多用し、逃走時には「くろいきり」を使用する。基本的にはやられ役だが、不意打ちとはいえ1度はサトシのキモリを負かすなどそのレベルや実力は高く、ピカチュウに致命傷を与えたこともある。AG161話では失恋のショックで技が出せなくなったサトシのジュカインをサボネアと共に集中攻撃を仕掛け、戦闘不能にしている。DP編ではポケモンコンテストにも参加しており、ドクケイルやメガヤンマ、コジロウのマスキッパらとタッグを組んで活躍した。ザングースの気配には敏感で、短パン小僧のキヨの持つ個体や、群れに反応し、ムサシの言うことも聞かず必死にモンスターボールに戻されても勝手にモンスターボールから飛び出して本能のままにザングースと乱闘をしたこともある。
AG最初期からDPラストまで長期に渡って登場しており、ロケット団のポケモンとしてはニャース、ソーナンスに続いて登場期間が長かったが、BWでロケット団の本部に保管されレギュラーから外れる。
「めざせポケモンマスター」の第9話で久々に登場し、ピカチュウを襲うもルチャブルの「フライングプレス」で妨害されてしまう。
AG第1期OP『アドバンス・アドベンチャー』ではサボネアと共に本編に先駆けて登場し、ムサシの髪に噛みついていた。
使用技は「ポイズンテール」、「くろいきり」、「かみつく」、「まきつく」、「ヘドロばくだん」（めざせポケモンマスター）。

#### ドクケイル
ケムッソ→マユルド→ドクケイル
- 声 - 西村ちなみ、愛河里花子(AG139話で代役)
- 性別 - ♀
- 登場時期：AG・DP

AG14話から登場。AG24話でマユルドに、AG28話でドクケイルに進化した。ムサシ初のむしタイプ。
ムサシはマユルドをカラサリスと間違え、アゲハントに進化すると思い込んでいたが、実際にはドクケイルに進化する。コジロウたちは「（自分のことを美しいと思っているから）アゲハントじゃなくてドクケイルに進化したらキレるのでは」と進化を恐れていたが、進化してドクケイルになった後、ムサシは「美しい」「超可愛い」と言っており、ドクケイル（元マユルド）に対する愛情は変わらなかった。また、この時ムサシはマユルド（この時はまだカラサリスだと思っていた）を進化させるために自らサトシたちにポケモンバトルを挑むという珍しい面を見せている。
ムサシは「ちゃん」付けするほど気に入り大事にしている。性格は素直で、ポケリンガではコジロウの言うことも聞いている。実力は高く、特にコンテストでの活躍が目立つ。バトルでもサトシたちを苦戦させるなど活躍する機会が多い。
DP73話でムサシが昔想いを寄せていた少年と瓜二つの少年・タイキ（声 - 石井真）の色違いのドクケイルと恋に落ち、その気持ちをくみ取ったムサシと別れる。一度はムサシとの別れが辛くなったために彼女の元へ戻ってくるが、その際にムサシに自分のモンスターボールを壊される。その後、タイキのドクケイルや他のドクケイル達と共に涙ながらも旅立っていった。
「めざせポケモンマスター」の第9話では回想のみ登場。
使用技は「たいあたり」、「どくばり」、「かぜおこし」（ドクケイル時）、「ふきとばし」（ドクケイル時）、「サイケこうせん」（ドクケイル時）。進化前は「いとをはく」、「かたくなる」（マユルド時）も使用。

### ダイヤモンド&パールから登場したポケモン

#### メガヤンマ
ヤンヤンマ→メガヤンマ
- 声 - 古島清孝
- 性別 - ♀
- 特性：かそく
- 登場時期：DP・MPM・OA

DP80話から登場。ややエコーがかかった野太い鳴き声が特徴。ムサシ初のひこうタイプ。
新人トレーナーのタイセイ（声 - 斎藤千和）から横取りするという形でゲットされる。ゲットしたヤンヤンマは一旦はデリバード便でサカキに贈られるが、既に大量発生したヤンヤンマをゲットしていたために不要と判断され、翌日ムサシたちの元へ返された。しかし、自分たちの戦力として使えとサカキが気遣ったと勘違いしたため、ムサシたちには大事にされている。「げんしのちから」を覚えていたため、すぐにメガヤンマに進化する。
その後はドクケイルの後任として主にコンテストの主力要員として活躍。当初はコンテストに慣れていなかったことやムサシの演技が飽きられていたことなどもあって苦戦を強いられていたが、DP102話のカワラケ大会での優勝を機に少しずつ優秀な演技を披露していくようになる。また、ドクケイル同様バトルの実力も申し分なく、サトシ達のポケモンと互角に戦うことが多かった。
BWではロケット団の本部に保管されレギュラーから外れた。
「めざせポケモンマスター」の第9話で久々に登場し、モロバレルと共にサトシたちを妨害するもルンパッパの「フラフラダンス」で足止めされてしまう。
使用技は「つばさでうつ」、「ソニックブーム」、「げんしのちから」（進化直前に覚える）、「でんこうせっか」、「はがねのつばさ」、「ぎんいろのかぜ」。

### ベストウイッシュから登場したポケモン

#### コロモリ
コロモリ
- 声 - 古島清孝
- 性別 - ♂
- 登場時期：BW・MPM

BW2話から登場。サトシとのバトルで初登場。ゲットするシーンはないものの、サカキとの交信後に洞窟に大量の群れに乱入してきた、その中の一匹がゲットされた事になる。初戦ながらサトシのマメパトを倒し、「エアスラッシュ」でピカチュウを苦戦させるなど実力は高い。コジロウがデスマスをゲットしてからはBW28話とBW47話とBW2N最終話を除いてデスマスとコンビで登場していたが、BW2N5話以降はモロバレルとのコンビで登場する場合もある。
BW2最終話でイッシュ地方の成果としてサカキに献上され、ムサシの手持ちから離れた。
「めざせポケモンマスター」の第9話で久々に登場し、同じエスパータイプのマーイーカとコンビを組む。
使用技は「エアスラッシュ」、「かぜおこし」、「めざめるパワー」。

#### プルリル
プルリル
- 声 - たかはし智秋
- 性別 - ♀
- 登場時期：BW2N・DA・MPM

BW2N1話から登場。イッシュ地方に戻ってくる際に連れてきたポケモンで、どこでどうゲットしたのかは一切不明。
ムサシ初のみずタイプおよびゴーストタイプ。自身の「しろいきり」で、モロバレルの「しびれこな」を拡散させるというコンビネーションを発揮させている。基本的にはモロバレルとコンビで登場しており、同じゴーストタイプであるデスマスとのコンビで登場する事はなかった。
BW2最終話でイッシュ地方の成果としてサカキに献上され、ムサシの手持ちから離れた。
「めざせポケモンマスター」の第9話で久々に登場し、初めてデスマスとコンビを組む。
使用技は「しろいきり」、「サイコキネシス」、「バブルこうせん」、「シャドーボール」。

### XYから登場したポケモン

#### パンプジン
バケッチャ→パンプジン
- 声 - 佐藤恵（バケッチャ）→伊東みやこ（パンプジン）→非公表（パンプジン・めざせポケモンマスター）
- 性別 - ♀
- 登場時期：XY・MPM

XY11話から登場。ヤンチャム達やゴロンダが住むとある竹林で地面に埋まっていたところ、地面から出ていた角でムサシが躓き、地上に出てくる。その後バトルせずにいきなりモンスターボールを投げられ、簡単にゲットされた。
ムサシ初のくさタイプ。サイズは、特大サイズである。ピカチュウの「エレキボール」を「シャドーボール」で相殺にしたり、ゴーストタイプである故にルチャブルの「フライングプレス」等を無効化している。しかし、ケロマツの「みずのはどう」ではダメージを受けている。大サイズということもあり、後述のパンプ伯爵やトロバには珍しがられており、パンプ伯爵には「素晴らしい」と言われたり、トロバには「こんな大きいパンプジンを見るのはなかなか無い」と言われている。基本的にはマーイーカとのコンビでの登場が多いが一部の回では単独で登場している。
XY82話においてパンプ伯爵（声 - 石塚運昇）のバケッチャ王子（声 - 古島清孝）が彼女に恋をしてしまい、ムサシは最初は交換を否定していたが、メガシンカするクチートと交換すると言われた途端にムサシは態度を変え交換を決意する。これにはバケッチャ本人も怒って「自分は王子と暮す」と決心し、ムサシと喧嘩になって、クチートと交換されるもそれによってパンプジンに進化。しかし王子は前のバケッチャの方が好きだという事で、今度はムサシ側が激怒。ムサシが病気の時には看病したり、誰も祝ってくれない誕生日に一人祝うなどムサシとの絆が深く（本当かどうかは不明）、パンプジンもその思い出で涙を流しムサシと仲直りして再び手持ちに戻った。なお、この話で♀である事と特大サイズである事が判明しており、ムサシも「初めて知った」と言っていた。
XY第4EDとピカチュウとポケモンおんがくたいでは本編に先駆けてパンプジンに進化している。
SM編ではロケット団の本部に保管されレギュラーから外れた。
「めざせポケモンマスター」の第9話で久々に登場し、マスキッパと共にサトシのゴウカザル・ルチャブルとバトルするも、ラティアスの介入によってサトシたちの足止めに失敗したため、「タネばくだん」で作った花火を信号弾代わりにしてムサシたちに合図を送った。第11話でもマスキッパとのコンビで登場。トキワのもりでサトシとピカチュウを「タネばくだん」で奇襲、ピカチュウ捕獲後は取り返そうとするサトシを「シャドーボール」で妨害して圧倒する。しかし、突然現れたサトシのピジョットによってピカチュウを取り返され、最後はムサシたち共々「10まんボルト」をくらって敗北。吹き飛ばされる中、マスキッパと共にムサシ・コジロウ・ニャースの三人に置いて行かれそうになったソーナンスの手を引っ張り、後を追うように飛んでいきながら退場した。
使用技は「やどりぎのタネ」、「シャドーボール」、「あくのはどう」、「タネばくだん」（進化後）。バケッチャ時は「やつあたり」も使用していた。なお、これ以外にもカボチャの実の部分から光を出しているが、これ自体が技なのかは現時点では不明。
ムサシのトライポカロンにはフウジョ大会を除く大会に出場。黒いサングラスをかけてタネばくだんを花火のように見せることが多い。

#### クチート
クチート
- 登場時期：XY

XY82話に登場。期間限定のムサシのポケモン。本来はパンプ伯爵のポケモンだったが、上述の経緯でバケッチャと交換され、ほんの一時的にムサシの手持ちとなる。結局すぐに伯爵の元へ戻されたため、ムサシは一度もクチートをボールから出すことは無かった。
使用技は不明。

### サン&ムーンから登場したポケモン

#### ミミッキュ
ミミッキュ
- 声 - 浪川大輔
- 特性：ばけのかわ
- 登場時期：SM・PM2

SM3話から登場。ムサシ初のフェアリータイプ。ロケット団がアローラ地方に降り立った際に出会い、4話にてムサシがコジロウのコレクションのゴージャスボールを奪ってゲットした。ムサシがモンスターボール以外でゲットしたのはミミッキュが初である。なお、ゲームではキラキラに包まれながら出てくるという演出だが、アニメではモンスターボールと同様の演出となっている。
被り物の下を覗くと呪われてショック死するという設定があり、実際にニャースがその下を覗いてしまったために呪われ、死にかけたことがあった。ピカチュウ（個体ではなくピカチュウ全体）に相当恐ろしい理由で恨みがあるらしく、立場上ムサシたちに協力すると言っているが、本人はあくまでもピカチュウ以外の目的には参加しないため、ロケット団としての活動にはやや無関心。そのためSM14話でロコンを連れたリーリエを襲った時はやる気を出さなかった。普段から恐ろしいことを考えているため、ニャースやソーナンスから恐れられている。また、ニャースが「知らない方がいい」と恐れ慄くほど物凄く恐ろしい事を言っているらしい。時々、目を光らせ不気味な奇声を上げる。そのため、ニャースからはゲットされて以降も苦手意識を持たれておりSM6話の騒動の原因を間接的に作ってしまった。12話では海を泳いでいたところで被り物が脱げて中身が出たことがあり（その際もニャースが死にかけている）、被り物の顔の絵が海で濡れて滲んでしまった。13話ではムサシと共にポケモンパンケーキレースに出場したが、相手のポケモンを攻撃してはいけないというルールを無視してまでも攻撃を繰り出したのとパンケーキを落としたので失格となった。28話でのポケベースの試合でピッチャーとして登板するものの、ピカチュウに対し、わざとデッドボールを狙おうとしていた。38話では被り物が破れてしまい、ムサシに直してもらったことできちんとムサシの指示を聞くようになったが、ピカチュウがいる時はピカチュウにしか攻撃しないというところは変わっていなかった。
初登場時からピカチュウを追い詰めるなど高い実力を持っており、25話ではぬしポケモンであるアローラの姿のラッタを圧倒するなど、ムサシの歴代手持ちポケモンの中でもかなりの実力を持つ。ただ、その反面、ソーナンスほどではないが勝手にボールから出たり、ムサシの指示を聞かずにピカチュウとバトルすることもある。前述の通り、ロケット団の活動には興味が薄く、自分勝手な行動をすることが多いが、ムサシの命令を聞かないわけではなく、ピカチュウ目当ての指示は一応聞き、23話でもムサシからDJレオのダグトリオを襲うよう指示された時もコジロウのヒドイデと共にダグトリオを襲撃した。76話でのピカチュウとのバトルに至ってはZ技が使えるようになったため、今度こそピカチュウを倒せるとはりきり、スーパーメガやすで対決。最初からピカチュウを追い詰め、とどめの「ぽかぽかフレンドタイム」を発動するも、新たに覚えた「エレキネット」がバリア代わりとなってダメージが軽減されてしまい、さらに「エレキネット」でそのまま身動きができなくなったところをZワザ「1000万ボルト」を受けて敗れた。最終話では一匹でピカチュウを襲撃するも、水面に映った自分の姿を見てしまい、そのショックで帰ろうとしたところをニャースに励まされ、コジロウのヒドイデと共にそのままキテルグマの住処に残った。
PM2で再登場し、キテルグマ親子やヒドイデと共に木の実を集めていた。76話ではムサシたちと久々の再会を果たした。
「めざせポケモンマスター」の第9話では回想のみ登場。
使用技は「シャドーボール」、「じゃれつく」→「ぽかぽかフレンドタイム」（Zワザ）、「シャドークロー」、「ウッドハンマー」。

## ゲームへの登場
『ポケットモンスター ピカチュウ』
アニメ版からの逆輸入として、コジロウと共にロケット団の敵トレーナーとして登場。
『ポケットモンスター Let's Go! ピカチュウ・Let's Go! イーブイ』
『ピカチュウ』のリメイク作品。引き続き登場。アーボとアーボックを使用する。
『Pokémon GO』
劇場アニメ『劇場版ポケットモンスター ココ』とのタイアップイベントに登場。
『ポケモンマスターズ』
劇場アニメ『劇場版ポケットモンスター ココ』とのタイアップイベントに登場。バディポケモンはアーボックで、声はアニメと同じく林原めぐみが担当。